# Suzoy

Suzoy este o comună în departamentul Oise, Franța. În 1 ianuarie 2022 avea o populație de 537 de locuitori.